# Nordland (Schiff, 1986)
Koordinaten: 36° 15′ 56″ N, 23° 5′ 36″ O
Die Nordland war ein Mehrzweckschiff, das im August 2000 nahe der Küste der griechischen Insel Kythira strandete und dessen Wrack seitdem als Touristenattraktion und Fotomotiv bekannt ist.

## Geschichte und Charakteristika
Die Nordland wurde 1986 auf der Jansen-Werft als Mehrzweckschiff für Stückgut- und Containerfrachten gebaut. Das Schiff hatte zwei Laderäume mit einem Gesamtvolumen von 12.479 m3 für Stückgut oder 476 TEU (im Jahr 1998: 560 TEU), wovon 30 gekühlt werden konnten. Außerdem war der Frachter mit vier bordeigenen Ladekränen ausgestattet, wovon jeweils zwei eine Belastungsgrenze von 20 und 30 Tonnen aufwiesen. Der Rumpf des Schiffes war zudem nach finnischer Eisklasse 1A Super eisverstärkt, was dem Schiff ermöglichte im gesamten Ostseegebiet zu operieren.
Die Nordland wurde von der Reederei Nordland Schiffahrtsgesellschaft mbH in Auftrag gegeben und in Absprache mit der Korrespondentreederei Baum & Co. aus Nordenham konzipiert. Ende 1986 erfolgte der Stapellauf des Schiffes, wobei Tiina Valve, die Tochter des damaligen finnischen Geschäftsführers der Nordland Papier GmbH, als Taufpatin fungierte. Die Nordland wurde für Nordland Papier in den Einsatz gestellt und transportierte Rohstoffe für die Papierherstellung aus Finnland und den Niederlanden nach Bremen, wo diese dann auf Binnenschiffe für den Weitertransport umgeladen wurden. Ende der 1990er Jahre wurde das Schiff weiterverkauft, nach Antigua und Barbuda ausgeflaggt und auf längeren Strecken verwendet. Zum Zeitpunkt der Havarie war die Reederei Scanscot Shipping Services Eigner des Schiffes.

## Havarie und Verbleib
Am 29. August 2000 befand sich das Schiff auf einer Fahrt von Piräus nach Belgien, als es vor der kleinen Insel Prasonisi vor Kythira auf Grund lief. Die Mannschaft des Schiffes soll sich zum Zeitpunkt der Havarie angeblich in einem alkoholisierten Zustand befunden haben. Der Maschinenraum lief nach der Grundberührung mit Wasser voll und das Schiff entwickelte Hecklastigkeit. Versuche des Schleppers Matsas Star den Havaristen freizuschleppen scheiterten. Zudem trat Treibstoff aus der Nordland aus und verschmutzte die Küste von Kythira.
Ein Jahr nach der Havarie soll das Schiff an eine Reederei aus Tonga weiterverkauft und in Nordland 1 umbenannt worden sein. Zwischen 2002 und 2004 soll das noch immer vor Kythira havariert liegende Schiff erneut, diesmal an eine panamaische Reederei, verkauft und in Noora umbenannt worden sein.
Das Heck der Nordland liegt in etwa 30 Metern Tiefe in einem Feld aus Trümmern des teilweise und vermutlich künstlich abgetragenen Deckhauses. Aufgrund der geringen Tiefe ist das Wrack zu einem beliebten Ziel für Sporttaucher geworden.
Zu Beginn der 2020er Jahre war das Wrack einem zunehmenden Verfall ausgesetzt. Im Jahr 2022 waren der zuvor über Wasser sichtbare Teil der Backbordseitenwand und der zweite Kran eingebrochen und unter Wasser befindlich. Im Jahr 2024 war nur noch die Spitze des dritten Krans und der Bug, der inzwischen vom restlichen Wrack abgetrennt, auf seiner Steuerbordseite liegt, über Wasser sichtbar.

## Galerie

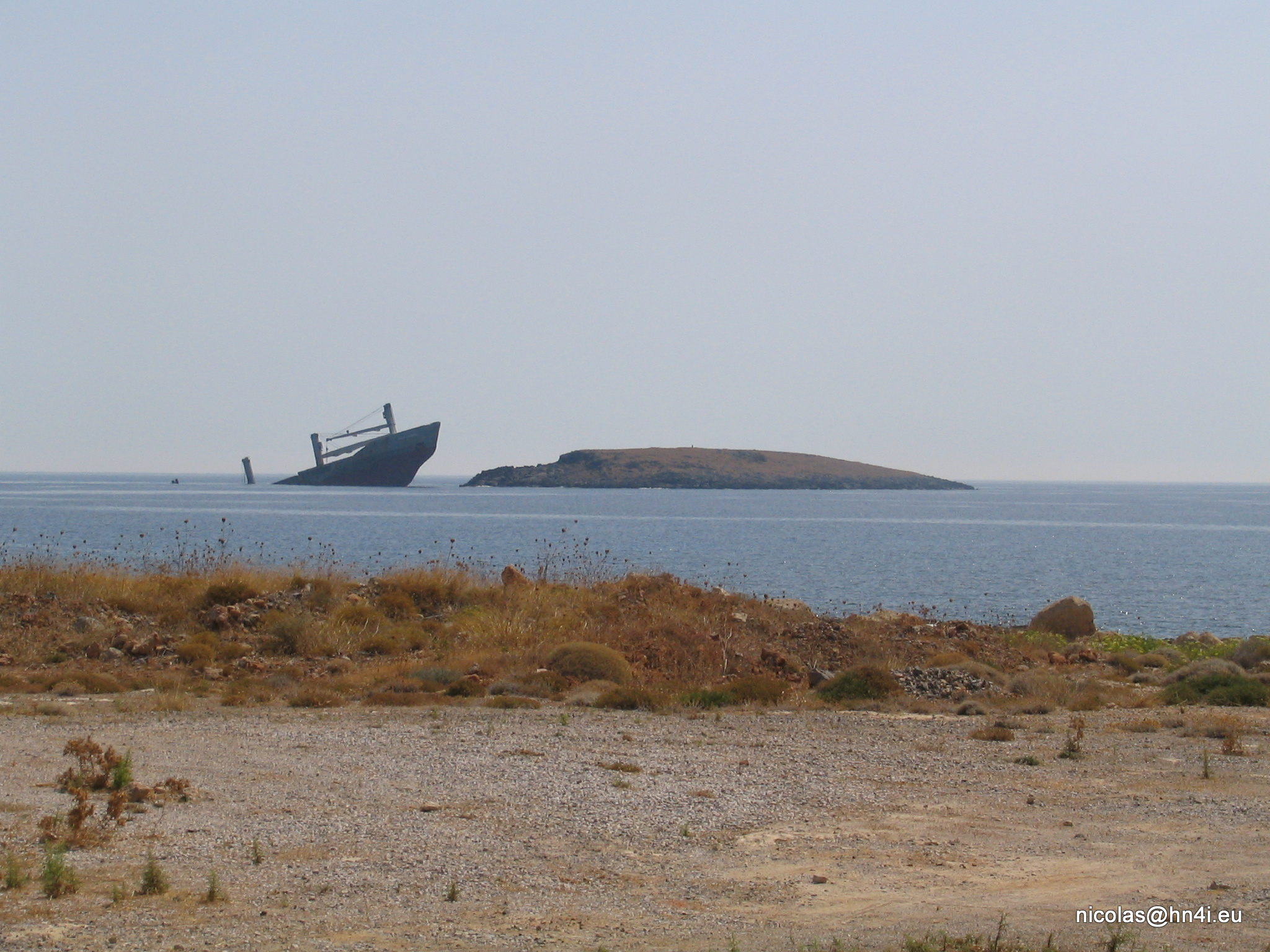
Das Wrack im August 2005
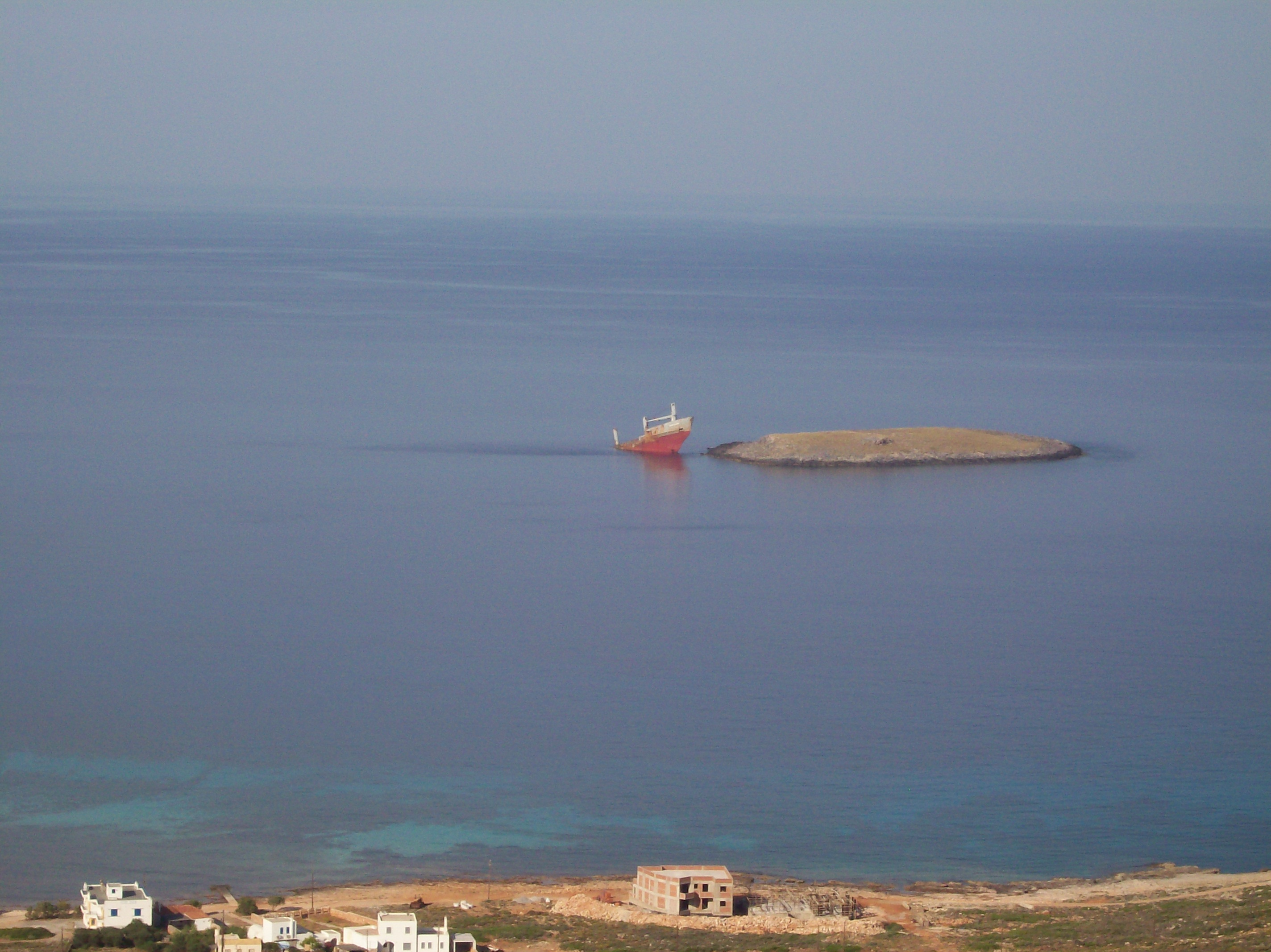
Lage des Wracks im Januar 2006
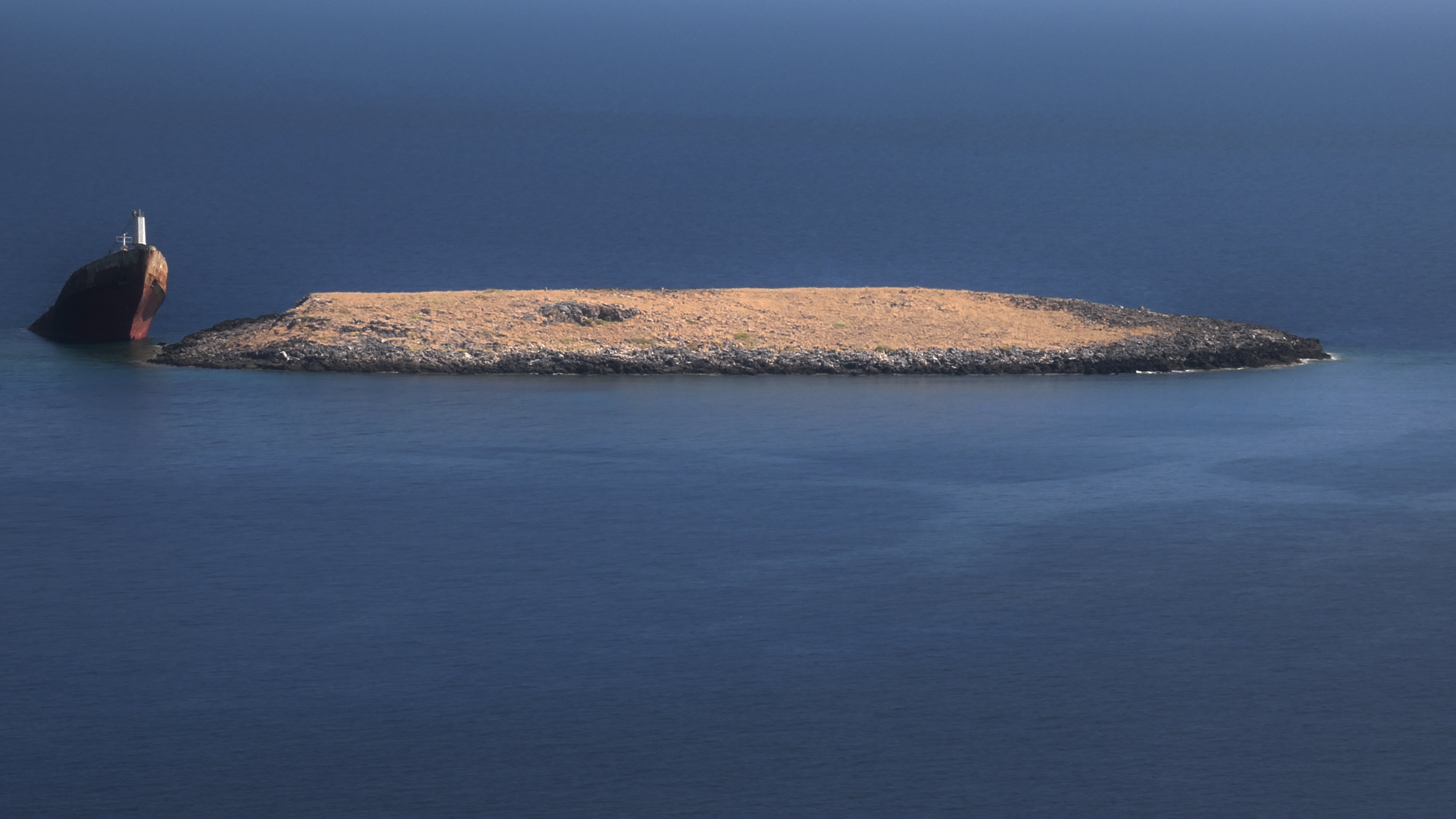
Das Wrack im August 2018
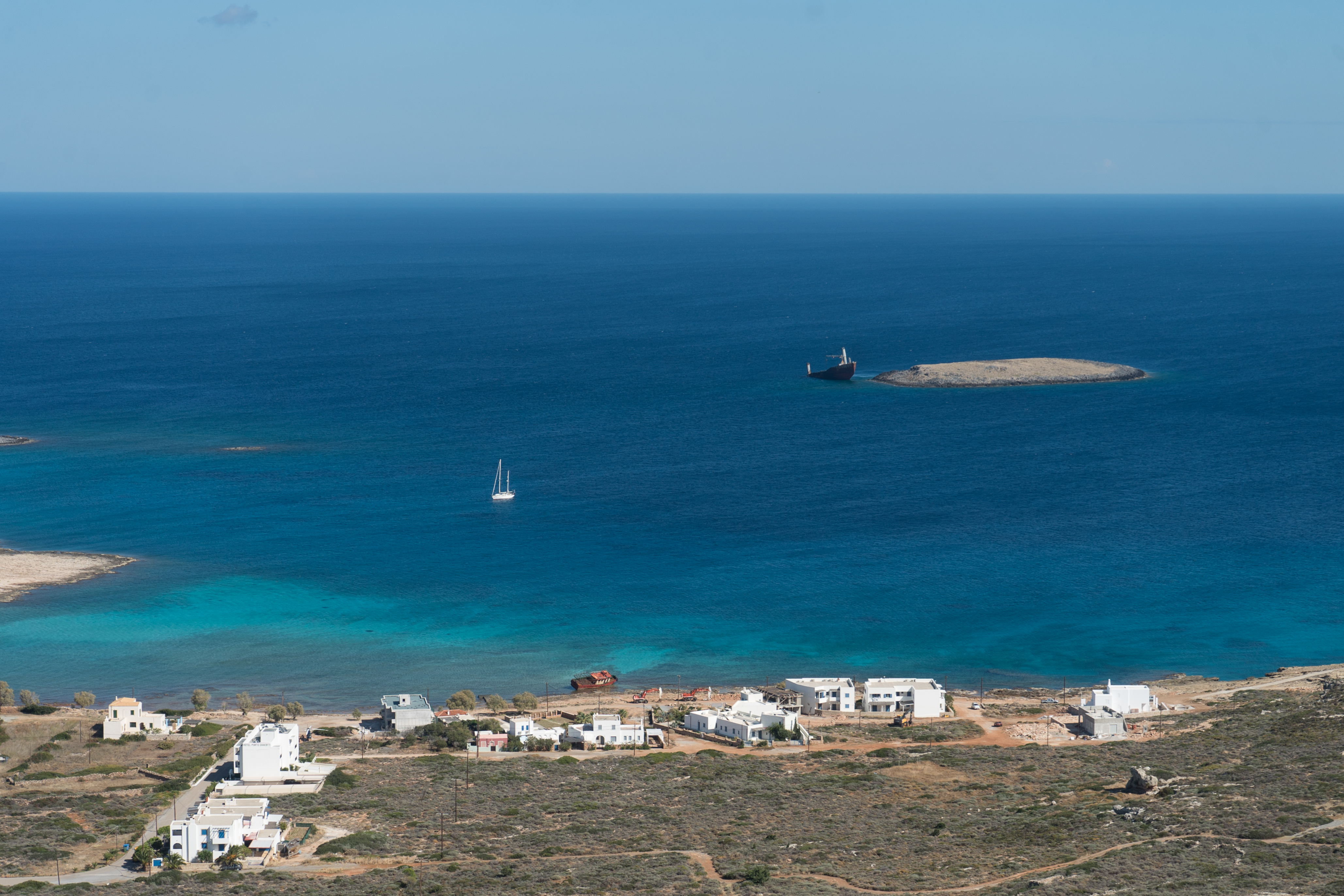
Das Wrack im Oktober 2021
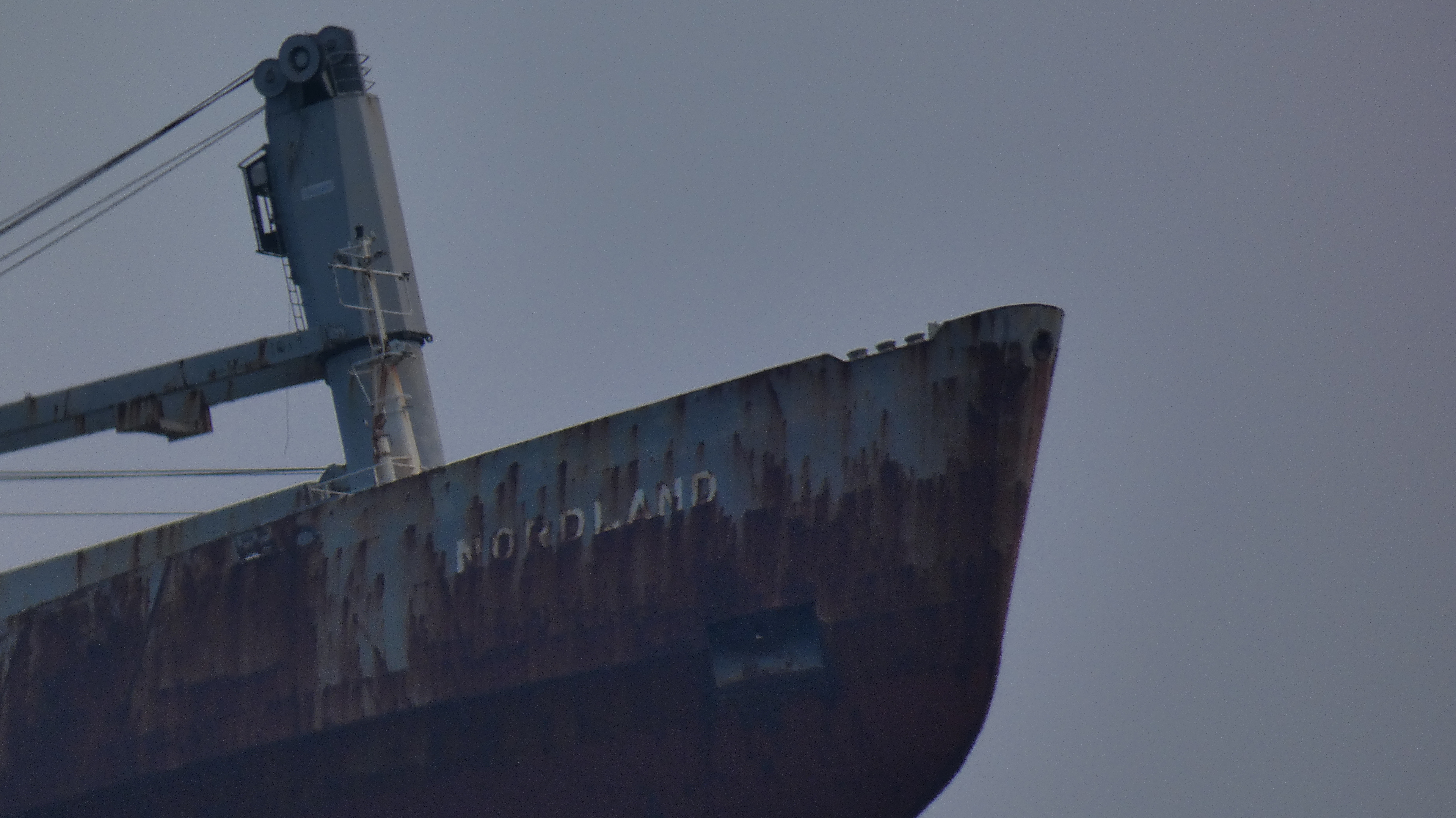
Nahaufnahme des Buges mit Frontkran, 2018
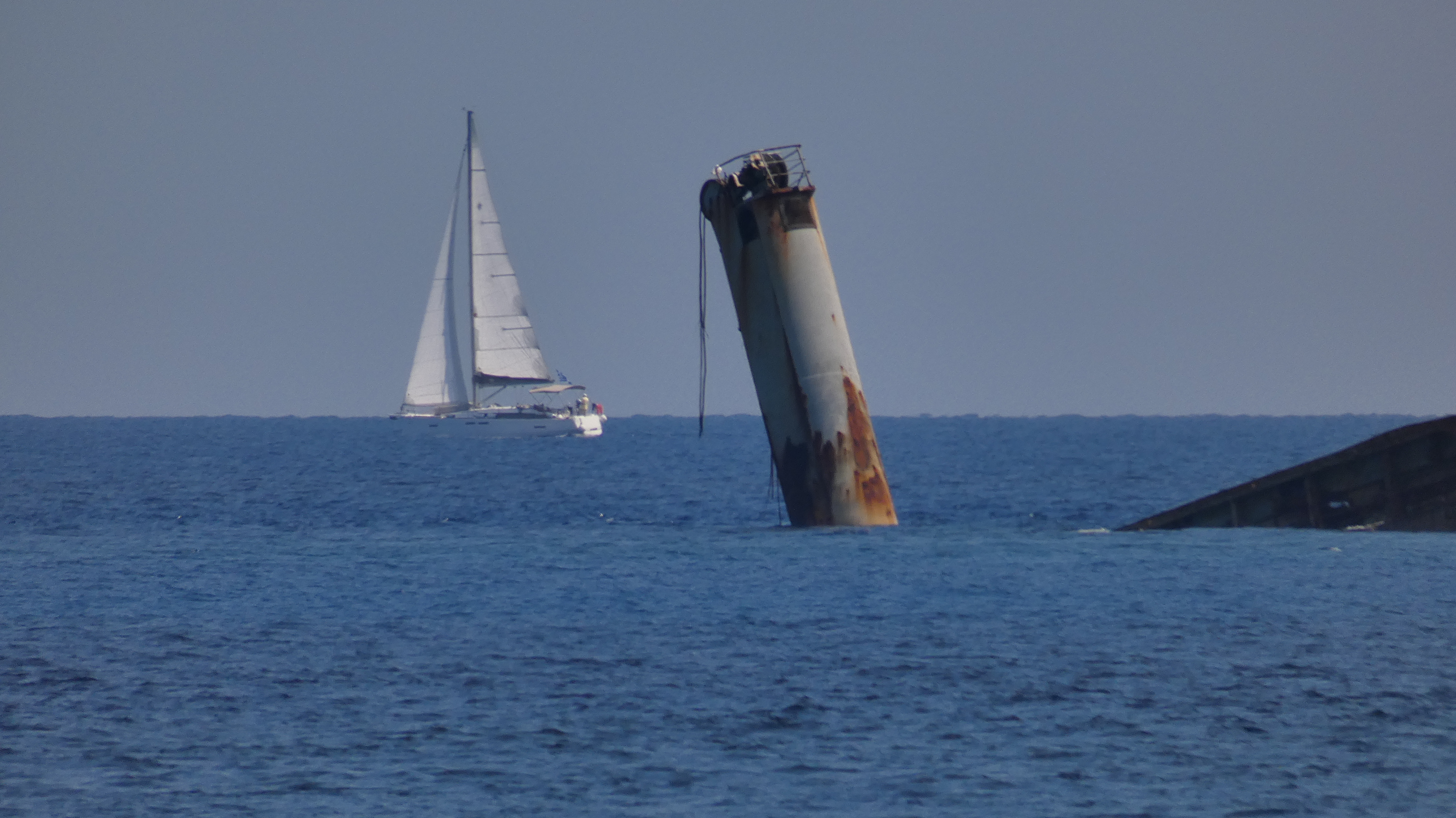
Nahaufnahme des dritten Bordkranes, 2018